# Árpád Göncz

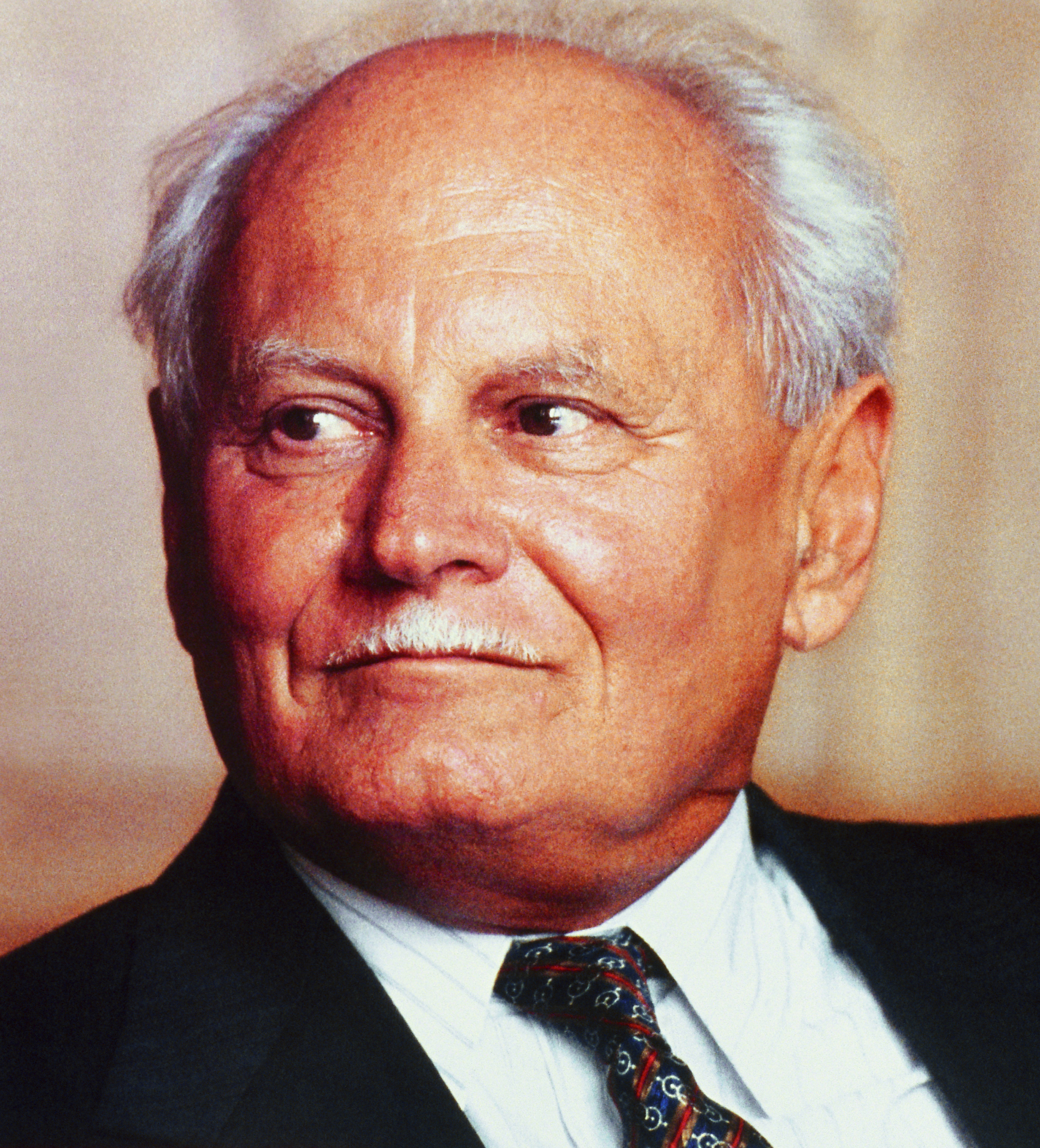
Árpád Göncz

Árpád Göncz (Boedapest, 10 februari 1922 – aldaar, 6 oktober 2015) was een Hongaarse liberale politicus. Hij was van 2 mei 1990 tot 4 augustus 2000 president van Hongarije.

## Opleiding en politieke achtergrond
Göncz studeerde rechten aan de Pázmány Péter Universiteit van Boedapest. In 1944 promoveerde hij en nam hij dienst in het Hongaarse leger. Dat vocht tijdens de Tweede Wereldoorlog aan de zijde van de Duitsers. Vlak voor het einde van de oorlog deserteerde hij en sloot hij zich aan bij het verzet.
In 1945 sloot hij zich aan bij de Partij van Kleine Landbouwers (FKgP) en werd hij tot voorzitter van de jeugdafdeling van die partij gekozen. Hij was daarnaast hoofdredacteur van het tijdschrift van de FKgp Nemzedék ("Generaties").
Na de consolidatie van de macht door de communisten in 1949 verdween de FKgP van het politieke toneel. De partij werd nooit verboden, maar werd opgenomen in het Onafhankelijk Volksfront, waarna de leden naar de communistische partij overstapten of hun lidmaatschap opzegden. Árpád Göncz werkte toen als arbeider en ging landbouwkunde studeren aan de Agrarische Universiteit van Gödöllő.

## Rol tijdens deHongaarse Opstanden gevangenschap
Tijdens de Hongaarse Opstand (oktober-november 1956) sloot Göncz zich aan bij de Hongaarse Boerenbond en werkte hij actief mee aan de opbouw van een democratisch staatsbestel voor Hongarije. Door het ingrijpen van de Warschaupactstaten bleven de hervormingen uit en werd de communistische eenpartijstaat hersteld.
In 1957 trachtte Göncz het manuscript van Imre Nagy's boek Verdediging van het Hongaarse Volk naar het buitenland te smokkelen en werd hij opgepakt. In 1958 werd hij tot een levenslange gevangenisstraf veroordeeld. In 1960 nam hij deel aan een hongerstaking. In 1963 kwam hij vrij als gevolg van een door de communistische partijleider János Kádár afgekondigde amnestie.

## Na de amnestie
Na de amnestie werkte Árpád Göncz als vertaler bij het Onderzoeksinstituut in Veszprém en later als vertaler (maar ook als schrijver) voor de Universiteit van Gödöllő. Hij vertaalde o.a. J.R.R. Tolkiens In de Ban van de Ring en Lowry's Onder de Vulkaan in het Hongaars.

## President vanHongarije
In 1988 kwamen liberale communisten aan de macht, moest Kádár als partijsecretaris plaatsmaken voor Károly Grósz en werd Miklós Németh premier. In 1988 verschenen er (zij het officieel nog illegaal) enkele politieke groepen. Een van die groepen was de Alliantie van Vrije Democraten (Szabad Demokraták Szövetsége, SZDSZ). In februari 1989 werd de leidende rol van de communistische Hongaarse Socialistische Werkerspartij (MSZMP) opgeheven en kon de SZDSZ in vrijheid opereren. In zomer van 1989 vonden er een reeks rondetafelgesprekken plaats tussen de niet-communistische partijen (waaronder de SZDSZ), waaraan ook Göncz deelnam. In 1989 werd hij voorzitter van de Hongaarse Liga voor de Mensenrechten. Van 1989 tot 1990 was hij voorzitter van de Hongaarse Schrijversbond.
Bij de verkiezingen van april 1990 werd Göncz voor de SZDSZ in het parlement verkozen. In mei 1990 koos het parlement Göncz tot waarnemend parlementsvoorzitter en waarnemend president. Op 3 augustus 1990 werd hij definitief tot president van Hongarije gekozen. In juni 1995 werd hij herkozen. In augustus 2000 werd hij als president opgevolgd door Ferenc Mádl.
In 1994 werd Göncz tot erevoorzitter van de Hongaarse Schrijversbond gekozen. Naast zijn vertaalwerk schreef hij enkele romans en toneelstukken. In 1983 won hij de Attila József Prijs.
Göncz overleed in oktober 2015 op 93-jarige leeftijd.